# イヴァン・ペルシン
イヴァン・ペルシン（ロシア語: Иван Першин, ラテン文字転写: Ivan Pershin, 1980年1月25日 - ）は、ロシアのアルハンゲリスク出身の柔道選手。階級は90kg級。身長182cm。

## 人物
1999年のヨーロッパジュニア81kg級で2位になった。2002年の世界学生では3位だった。その後階級を90kg級に上げると、2006年のヨーロッパ選手権で優勝した。ワールドカップ国別団体戦では2位だった。2007年の世界選手権では銅メダルを獲得した。しかしながら、2008年の北京オリンピックでは5位に終わりメダルを獲得できなかった。

## 主な戦績
81kg級での戦績
- 1999年 - ヨーロッパジュニア　2位
- 2002年 - 世界学生　3位
- 2002年 - ロシア大統領杯　団体戦　優勝

90kg級での戦績
- 2006年 - ロシア国際　優勝
- 2006年 - ヨーロッパ選手権　優勝
- 2006年 - ワールドカップ国別団体戦　2位
- 2007年 - ドイツ国際　3位
- 2007年 - ロシア国際　3位
- 2007年 - 世界選手権　3位
- 2008年 - 北京オリンピック　5位